# Colby, Norfolk
Colby är en civil parish i Storbritannien.   Den ligger i grevskapet Norfolk och riksdelen England, i den sydöstra delen av landet, 170 km nordost om huvudstaden London. Antalet invånare är 524. Arean är 8,3 kvadratkilometer.
Terrängen i Colby är mycket platt.